# الميتافيزيقيا (مجلة)
الميتافيزيقيا (الأذرية: Metafizika) هي مجلة فصلية علمية فلسفیة يُصدرها مرکز الميتافيزيقيا برئاسة علاءالدين ملكوف، يصدر منها منشورات دورية أخرى مثل مجلة تاریخ العلم (الإنجليزية: History of Science). مجلة الميتافيزيقا في الفلسفة والعلوم متعددة التخصصات للأنشطة العلمية والبحثية. أیضًا تنشط المجلة الميتافيزيقية في تعزيز القضايا العلمية والفلسفية وترويج تعاليم الإسلام. تقبل المجلة مقالات علمية باللغات الأذربيجانية والتركية والروسية والإنجليزية والفارسية والعربية.

## رئيس وهيئة تحرير المجلة الميتافيزيقيا
- أستاذ مشارك الدكتور علاءالدين ملكوف (أذربيجان)، (رئیس تحرير المجلة)[5]
- الأستاذ الدكتور کونول بنیادزاده (أذربيجان)، (رئیس هیئة التحرير)[6]
- الدكتور آنار قافاراف (أذربيجان)
- الدكتور لیلا ملکوفا (أذربيجان)
- الأستاذ الدكتور آلیسون توکیتا (أستراليا)
- الأستاذ الدكتور رفاعیل حسنوف (أذربيجان)
- الأستاذ الدكتور اولقا لوچاکوفا شفارتز (أمريكي)
- الأستاذ الدكتور مریم سیدبقلي (أذربيجان)
- الأستاذ الدكتور امام‌وردي حمیدوف (أذربيجان)
- الأستاذ الدكتور شکری هالوک آکالین (تُرْكِيَا)
- الأستاذ الدكتور وسیله حاجیوفا (أذربيجان)
- الأستاذ الدكتور ناظیف مختاراوغلو (تُرْكِيَا)
- الأستاذ الدكتور فراجسکو آلفیری (الفاتيكان)
- الأستاذ الدكتور لونت بایراکتار (تُرْكِيَا)
- الدكتور سعید خلیلویج (صربيا)
- الدكتور عاقل شیرینوف (أذربيجان)
- الدكتور سید جواد میری (إيران)
- الدكتور امداد توران (إيران)[7]

## وصلات خارجية
- الأستاذ الدكتور کونول بنیادزاده
- الأستاذ الدكتور شکری هالوک آکالین